# Christian Serratos
Christian Marie Serratos (Pasadena, Kalifornia, 1990. szeptember 21. –) amerikai színésznő.

## Filmográfia

### Film
| Év   | Magyar cím                        | Eredeti cím                               | Szerep         | Magyar hang |
| ---- | --------------------------------- | ----------------------------------------- | -------------- | ----------- |
| 2008 | Alkonyat                          | Twilight                                  | Angela Weber   | Györfi Anna |
| 2009 | Alkonyat – Újhold                 | The Twilight Saga: New Moon               | Angela Weber   | Györfi Anna |
| 2010 | Alkonyat – Napfogyatkozás         | The Twilight Saga: Eclipse                | Angela Weber   |             |
| 2011 | Alkonyat: Hajnalhasadás – 1. rész | The Twilight Saga: Breaking Dawn – Part 1 | Angela Weber   | Györfi Anna |
| 2011 |                                   | 96 Minutes                                | Lena           |             |
| 2013 |                                   | Pop Star                                  | Roxie Santos   |             |
| 2014 |                                   | Flight 7500                               | Raquel Mendoza |             |

### Televízió
| Év        | Magyar cím                           | Eredeti cím                              | Szerep           | Megjegyzések                                   |
| --------- | ------------------------------------ | ---------------------------------------- | ---------------- | ---------------------------------------------- |
| 2004      |                                      | Mrs. Marshall                            | Jillian Marshall | rövidfilm                                      |
| 2004–2007 |                                      | Ned's Declassified School Survival Guide | Suzy Crabgrass   | 44 epizód                                      |
| 2005      | Zoey 101                             | Zoey 101                                 | lány             | 1 epizód                                       |
| 2006      | Hetedik mennyország                  | 7th Heaven                               | recepciós        | 1 epizód                                       |
| 2006      | Tejben-vajban, bajban                | Cow Belles                               | Heather          | tévéfilm                                       |
| 2007      | Hannah Montana                       | Hannah Montana                           | Alexa            | 1 epizód (Kölcsön kinyír visszajár)            |
| 2011      | Amerikai Horror Story: A gyilkos ház | American Horror Story: Murder House      | Becka            | 2 epizód                                       |
| 2011–2012 | Az amerikai tini titkos élete        | The Secret Life of the American Teenager | Raven            | 9 epizód                                       |
| 2014–2022 | The Walking Dead                     | The Walking Dead                         | Rosita Espinosa  | - 94 epizód - magyar hangja: - Tamási Nikolett |
| 2020–2021 | Selena: A sorozat                    | Selena: The Series                       | Selena           | főszereplő (18 epizód)                         |
| 2022      |                                      | Love, Death & Robots                     | Harper (hangja)  | 1 epizód                                       |